# Peres Jepchirchirová
Peres Jepchirchirová (* 27. září 1993 Turbo) je keňská atletka. Věnuje se běhu na dlouhé tratě, její osobní rekord v půlmaratonu je 1:05:06 a v maratonu 2:17:16.
Pochází ze dvaceti čtyř dětí. Závodit začala na střední škole, jejím vzorem byla Mary Keitanyová. Původně chtěla být zdravotní sestrou, ale její rodina nemohla dál platit školné, takže zvolila kariéru profesionální běžkyně. V reprezentaci debutovala v roce 2014.
Na mistrovství světa v půlmaratonu vyhrála v letech 2016 individuální i týmovou soutěž. Zlatou medaili v závodě jednotlivkyň získala také na MS 2020, kde zaběhla čas 1:05:16, což je světový rekord v půlmaratonu, jehož se účastnily pouze ženy. Na Letních olympijských hrách 2020 v Sapporu vyhrála maratonský závod časem 2:27:20 před Brigid Kosgeiovou, poprvé tak obsadily v ženském maratonu na olympiádě první dvě místa reprezentantky jedné země.
V roce 2014 byla první na desetikilometrovém silničním závodě Corrida de Houilles ve Francii. Je dvojnásobnou vítězkou půlmaratonu v Ústí nad Labem (2015 a 2016). Vyhrála i půlmaratony v Jang-čou (2016), v Rás al-Chajma (2017) a Pražský půlmaraton v roce 2020. Také zvítězila na maratonech v Saitamě v roce 2019, ve Valencii v roce 2020 a na dvou závodech World Marathon Majors: Newyorský maraton 2021 (je první osobou, která dokázala vyhrát v New Yorku a na olympiádě ve stejném roce) a Bostonský maraton 2022.
Jejím manželem je trenér Davis Ngeno, v roce 2017 se jí narodila dcera Natalia.